# Manzini (distrikt)

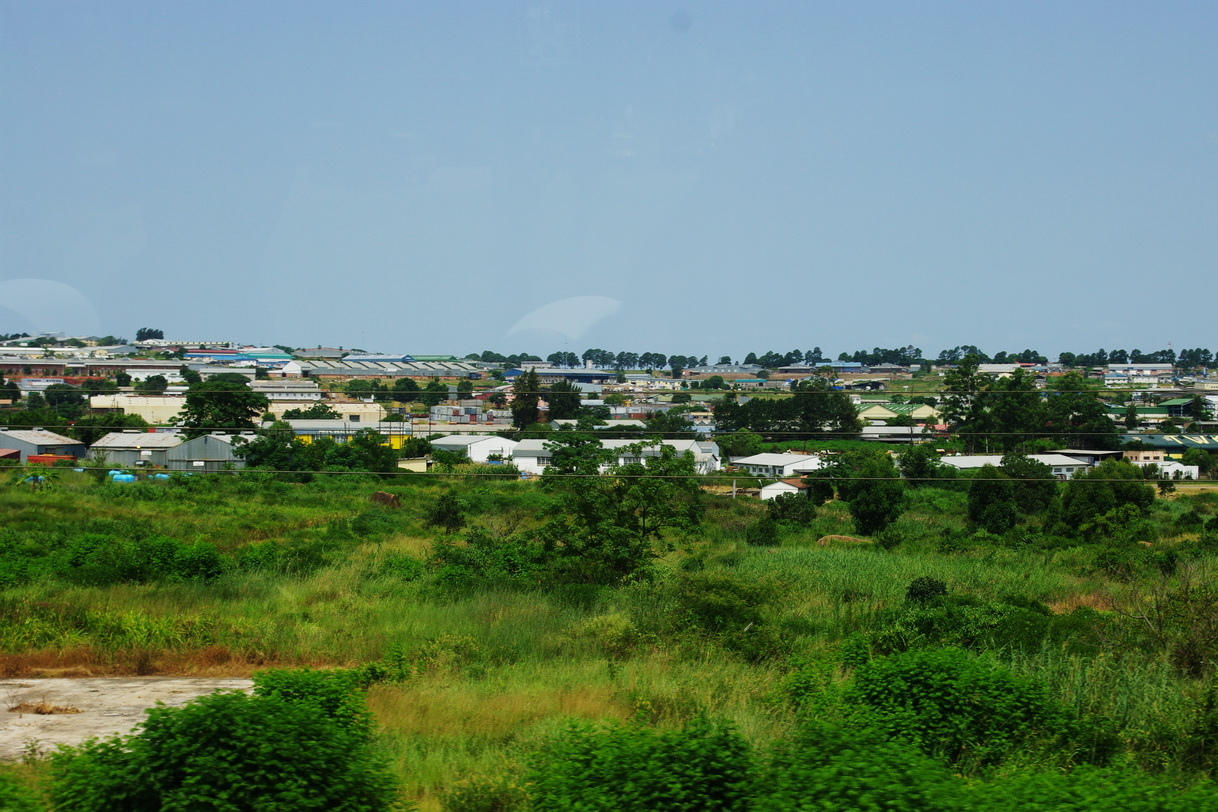
Matsapha, en industristad i Manziniregionen.

Manzini är ett av Swazilands fyra distrikt, och ligger i landets västra del. Distriktet har en areal på 4,093,59 km² och befolkningen är på 319,530 (2007). Det administrativa centrumet i distriktet är Manzini som är landets största stad. Matsapha Airport är en flygplats som ligger nära staden Manzini i distriktet.
Distriktet gränsar till alla de tre andra distrikten: Hhohho i norr, Lubombo i öster och Shiselweni i söder. Det gränsar också i väst mot Mpumalanga, en provins i Sydafrika.

## Administrativ indelning
Distriktet är indelat i följande 16 tinkhundla (alternativt inkhundla):
- Tinkhundla Ekukhanyeni
- Tinkhundla Hlambanyatsi
- Tinkhundla Kwaluseni
- Tinkhundla Lamgabhi
- Tinkhundla Lobamba Lomdzala
- Tinkhundla Ludzeludze
- Tinkhundla Mafutseni
- Tinkhundla Mahlangatja
- Tinkhundla Mangcongco
- Tinkhundla Manzini Nord
- Tinkhundla iNingizimu Manzini
- Tinkhundla Mkhiweni  .
- Tinkhundla Mtfongwaneni
- Tinkhundla Ngwempisi
- Tinkhundla Nhlambeni
- Tinkhundla Ntondozi